# دان (فیلم ۲۰۰۷)
دان 
(به تلوگویی: Don) فیلمی محصول سال ۲۰۰۷ و به کارگردانی راغوا لارنس است. در این فیلم بازیگرانی همچون آکینی ناگرجونا، آنوشکا شتی، راغوا لارنس، نیکیتا تاکرال، کلی دروجی، چتان هانسراج، کوتا سرینیواسا راو و نثار ایفای نقش کرده‌اند.